# Wilhelm Neß
Wilhelm Neß (* 30. Januar 1898 in Hannover; † 4. Mai 1979) war ein deutscher Mathematiker und Hochschullehrer in Kiel.

## Leben
Wilhelm Neß, Sohn eines Polizeikommissars, besuchte die Oberrealschule in Bielefeld, die er 1916 mit dem Notreifezeugnis verließ, um anschließend am Ersten Weltkrieg teilzunehmen. Danach studierte er an der Universität Göttingen Mathematik und Naturwissenschaften. 1923 legte er die Staatsprüfung für das Höhere Lehramt ab. Anschließend war er im Schuldienst in Kiel tätig. Er wurde 1936 an der Universität Kiel bei Adolf Hammerstein mit einer Dissertation zum Thema Über die Umordnung von bedingt konvergenten Reihen zum Dr. phil. promoviert. Die Dissertation ging auf eine Anregung von Theodor Kaluza zurück.
Im Jahr 1947 erhielt er zunächst eine Stelle als Dozent an der Pädagogischen Hochschule Kiel und im Jahr 1950 dort eine eigenständige Professur für Mathematik.
Bis 1966 verfasste Neß unter anderem 43 Aufsätze in verschiedenen Zeitschriften für den mathematischen und naturwissenschaftlichen Unterricht. Zu diesem Zeitpunkt bewohnte Neß das Haus Waitzstraße 3 in Kiel.

## Schriften (Auswahl)
- Über die Umordnung von bedingt konvergenten Reihen. In: Mathematische Zeitschrift, Heft 42, 1936, S. 31–50 (= Dissertation; auch separat Kiel 1936, mit Lebenslauf).
- Proben aus der elementaren additiven Zahlentheorie. Ein kurzgefaßtes Lehr- und Arbeitsbuch zur Einführung (= Schriftenreihe zur Mathematik, Band 9). Salle, Frankfurt am Main [u. a.] 1961.
- mit Ilse Neß[5]: Zur Geschichte der Infinitrechnung. Folgen und Reihen, Potenzreihen, konforme Abbildungen In: Handbuch der Schulmathematik, Band 6: Analysis. Schroedel, Hannover 1963, S. 86ff.